# Leporinus gomesi
Leporinus gomesi är en fiskart som beskrevs av Julio C. Garavello och Santos, 1981. Leporinus gomesi ingår i släktet Leporinus och familjen Anostomidae. Inga underarter finns listade i Catalogue of Life.